# 拉普拉塔联合省
拉普拉塔联合省（西班牙語：Provincias Unidas del Río de la Plata）也称南美洲联合省（西班牙語：Provincias Unidas en Sud-América）是阿根廷独立初期的政权组织形式。1810年，布宜诺斯艾利斯爆发了五月革命，废黜了拉普拉塔总督，成立了临时政府。但是新政权内部对立局面严重，特别是首府布宜诺斯艾利斯与各省之间，保守派和自由派之间。国家长期没有有效的中央政府。1816年3月25日，拉普拉塔各省代表在图库曼召开了代表大会。7月9日，图库曼议会通过了《独立宣言》，宣布拉普拉塔联合省正式独立。这一天后来成为了阿根廷独立日。拉普拉塔联合省继承了原拉普拉塔总督辖区大部分地区。但是独立后，集权派和联邦派的斗争激烈。集权派主张建立强有力的中央集权政体，联邦派主张建立联邦制政府，各省自治。
1815年，乌拉圭脱离拉普拉塔联合省独立，成立了同盟联邦。1816年葡萄牙入侵乌拉圭，乌拉圭被并入巴西。1825年，乌拉圭重获独立。1828年，阿根廷与巴西签署了《蒙的維亞條約》，承认了其独立地位。
布宜诺斯艾利斯多次派兵进攻原属拉普拉塔总督辖区的上秘鲁西班牙殖民势力，但都没有成功。1825年8月6日，上秘鲁在西蒙·玻利瓦尔和安东尼奥·何塞·苏克雷的领导下取得独立，为纪念西蒙·玻利瓦尔，新国家取名为玻利瓦尔共和国，后改为玻利维亚共和国。
1826年2月7日贝纳迪诺·里瓦达维亚当选拉普拉塔联合省第一任总统。任内颁布了反映集权派意志的宪法，改组军队，并与巴西进行争夺乌拉圭的战争。由于联邦派作乱，他不得不于1827年6月与巴西講和，承认乌拉圭归并巴西。此举加剧了国内分立主义运动的发展，并导致他的辞职。
1831年1月4日，阿根廷的布宜诺斯艾利斯省、恩特雷里奥斯省和圣大非省签订了《联邦公约》。其后其他各省也相继加入。阿根廷进入阿根廷邦联时期。

## 地理描述
南美洲聯合省的南部與人口稀少的潘帕斯草原和巴塔哥尼亞地區接壤，原為馬普切人、蘭克爾人和普爾切人的家園。聯合省的北部則是大廈谷地區，政治上與當時西班牙殖民地上秘魯，瓜拉尼人世代居住於此。越過安第斯山脈，接壤由西班牙控制的智利都督府。南美洲聯邦的東北部是巴西殖民地，是葡萄牙王國的殖民地之一，也就是日後的1821年獨立的巴西。

## 政治
從總督轄區到聯合省的政權交替，不只是總督的交替，更是一個以共和國交替以往的君主制西班牙王國的殖民地的一個革命性過程。

## 沿革
拉普拉塔河沿岸各省的獨立是一個漫長的過程，這一切都始於1810年5月，當時仍屬於西班牙屬拉布拉他總督轄區的首都佳氣城爆發五月革命，當地民衆和民兵驅逐了總督巴爾他薩·希達戈·西斯内洛斯。儘管當時的革命政府未宣佈獨立，且還是效忠於西班牙國王費爾南多七世，但事實上革命政府已經試著重組拉普拉塔諸省的社會、政治及經濟結構。直到革命政府遇到了某些方面的直接挑戰（如新上任的總督沙勿略·耶利奧、聖地亞戈·利涅爾斯公爵、統治下的烏拉圭東岸省，尤其為秘魯的保皇黨勢力），這場革命就成爲了不可避免的獨立戰爭。
在1810年至1813年的獨立戰爭期間，由於各派系之間在組織新國家的社會體系和政治系統的理念和目標與革命政府有所不同，久之就因此發生了衝突，這些衝突也包括了政變、兵變、審判、流放、監禁等，直到最後爆發了徹徹底底的戰爭，史稱「阿根廷内戰」（Guerras civiles Argentinas）。

### 第一次革命政府
自革命以來，各派系對新國家的建立持有的理念各有不同，其中多數的人主張建立一個强大而又執行能力强大的中央政府，而對其他偏遠地區一概不理，但另一些人則尋求將各省的代表納入更大的審議議會。隨後後者的勢力占上風，軍政府便吸收了來自各省的代表，然而這樣的政治模式卻不能有效地領導戰爭工作，因此後來的三頭同盟就承擔了主要的行政權力，而議會則保留了不多的控制軍隊的能力。

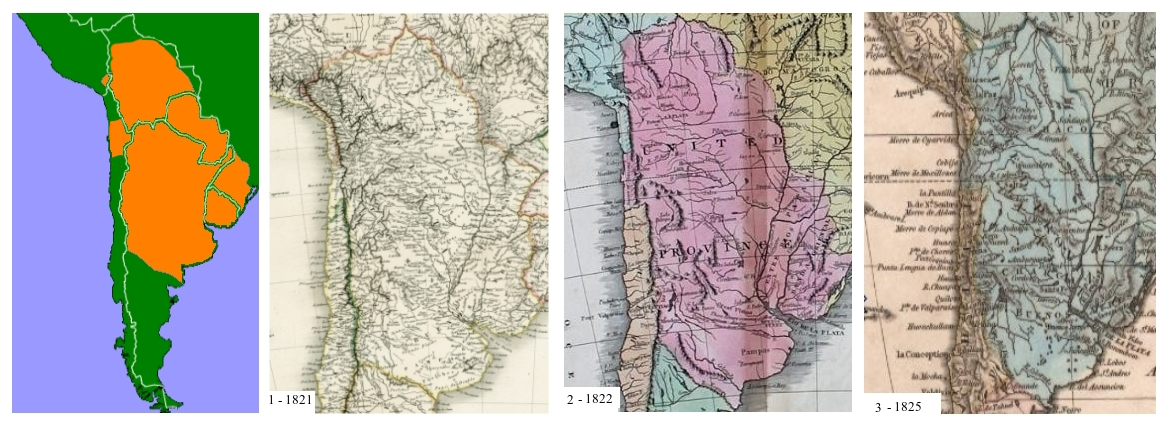
1820年代的政治製圖師對於聯合省的認知：
1821: Carte physique et politique de l'Amérique méridionale
1822: The American Atlas by Carey & Lea.
1825: South America by Fisher.